# CHICKEN (llenguatge de programació)
CHICKEN, en ciències de la computació, és un compilador i intèrpret pel llenguatge de programació Schema que pot compilar codi escrit en Schema a llenguatge C. CHICKEN és programari lliure i de codi obert sota la llicència BSD. Està escrit majoritàriament en Scheme amb algunes parts en C.

## Arquitectura
- Els objectius de CHICKEN són d'aconseguir aplicacions pràctiques i portables.
- La practicitat s'aconsegueix amb una gran quantitat de biblioteques de programari escrites en CHICKEN.[5]
- La portabilitat s'aconsegueix mitjançant la compilació a codi estàndard C (llenguatge intermedi) i aleshores es poden portar a múltiples plataformes i sistemes operatius.